# Phanmun
Phanmun (hangul: 판문구역, Phanmun-kujok, handzsa: 板門區域, RR: P'anmun-kuyŏk, ’léckapu’) kerület Észak-Koreában, Keszong (Kaesŏng) városban. 1952-ben hozták létre Kephung (Kaep'ung) megye egyes, és a megszűnt Csangdan (Changdan) megye teljes területéből. Ekkor emelték megyei rangra. 2002-ben megszűnt, területét felosztották a környező helységek között. 2020 áprilisától ismét létezik, Keszong (Kaesŏng) egyik kerülete.

## Földrajza
Északról Keszong (Kaesŏng), nyugatról és északkeletről a Keszong (Kaesŏng)hoz tartozó Kephung (Kaep'ung), illetve Csangphung (Changp'ung), délről és keletről a dél-koreai Kjonggi (Gyeonggi) tartománybeli Kimpho (Gimpo) illetve Phadzsu (Paju) határolja.
Legmagasabb pontja a 310 méter magas Csinbongszan (진봉산; 進鳳山, Chinbongsan).

## Közigazgatása
13 faluból (ri (ri)) és 2 tongból áll:
| - Phanmunil-tong (판문일동; 板門一洞, P'anmunil-tong) - Phanmuni-tong (판문이동; 板門二洞, P'anmuni-tong) - Terjong-ri (대룡리; 大龍里, Taeryong-ri) - Szangdo-ri (상도리; 上道里, Sangdo-ri) - Rjongdzsong-ri (령정리; 嶺井里, Ryŏngjŏng-ri) - Sinhung-ri (신흥리; 新興里, Sinhŭng-ri) - Csogang-ri (조강리; 祖江里, Chogang-ri) - Rimhal-ri (림한리; 臨漢里, Rimhal-ri) | - Tokszu-ri (덕수리; 德水里, Tŏksu-ri) - Szondzsok-ri (선적리; 仙跡里, Sŏnjŏk-ri) - Phanmundzsom-ri (판문점리; 板門店里, P'anmunjŏm-ri) - Phjonghva-ri (평화리; 平和里, P'yŏnghwa-ri) - Csherjon-ri (채련리; 採蓮里, Ch'aeryŏn-ri) - Tongne-ri (동내리; 東內里, Tongnae-ri) - Epho-ri (애포리; 艾浦里, Aep'o-ri) |

## Gazdaság
Phanmun (P'anmun) gazdasága főként textiliparra és ginzengtermesztésre épül.

## Oktatás
Phanmun (P'anmun) egy mezőgazdasági főiskolának 20 általános és 19 középiskolának ad otthont.

## Egészségügy
A kerület számos egészségügyi intézménnyel rendelkezik, köztük 1 kerületi és több tucat helyi kórházzal.

## Közlekedés
A kerület közutakon a szomszédos helységek felől közelíthető meg. Vasúti kapcsolattal rendelkezik, a Phjongbu (P'yŏngbu) vonal része.